# Gru 2, el meu dolent preferit
Gru 2, el meu dolent preferit (títol original: Despicable Me 2) és una pel·lícula estatunidenca d'animació per ordinador dirigida per Pierre Coffin i Chris Renaud. Produïda per Illumination Entertainment per a Universal Pictures es va estrenar el 5 de juny del 2013 a Austràlia, i arribà en català el 5 de juliol del mateix any. És la seqüela de Gru, el meu dolent preferit. Va rebre crítiques majoritàriament positives i va recaptar més de 970 milions de dòlars arreu del món, amb un pressupost de 76 milions de dòlars. Va estar nominada a l'Oscar a la millor pel·lícula d'animació i a la millor cançó original. Fou la tercera pel·lícula que més diners recaptà el 2013. Se n'estrenà una seqüela, Gru 3, el meu dolent preferit el 30 de juny del 2017.

## Argument
Ara que l'incansable i emprenedor Gru ha deixat enrere una vida dedicada a les malifetes per a criar la Margo, l'Edith i l'Agnes, té molt de temps lliure. No obstant això, una organització mundial secreta dedicada a la lluita contra el mal es posa en contacte amb ell.

## Doblatge
| Personatge      | Veu original en anglès | Doblatge al català |
| --------------- | ---------------------- | ------------------ |
| Gru             | Steve Carell           | Pep Anton Muñoz    |
| Lucy Wilde      | Kristen Wiig           | Marta Barbará      |
| Eduardo         | Benjamin Bratt         | Albert Mieza       |
| Margo           | Miranda Cosgrove       | Paula Ribó         |
| Dr. Nefario     | Russell Brand          | (desconegut)       |
| Floyd Aguilasan | Ken Jeong              | Eduard Doncos      |
| Silas Culpotent | Steve Googan           | Amadeu Aguado      |
| Antonio         | Moises Arias           | Marcel Navarro     |
| Jillian         | Nasim Pedrad           | Roser Aldabó       |
| Shannon         | Kristen Schaal         | Maria Moscardó     |